# 기타마쓰오촌
기타마쓰오촌(일본어: 北松尾村)은 일본 오사카부 이즈미군·센보쿠군에 설치되었던 촌이다. 현재의 이즈미시 중부에 해당한다.